# Время игр
«Время игр» (англ. Any Time, Any Play) — итальянская эротическая драма 1989 года, снятая на английском языке режиссёром Джо д’Амато. Главные роли в этом фильме исполнили Рут Коллинз, Роберт Лабросс, Луи Элиас, Уэйн Кэмп, Сэл Маджиоре и Кристина Фришнерц. В эпизодической роли в этом фильме также снялась Лаура Гемсер.

## Сюжет
Фильм рассказывает историю жизни одной певицы. Она красива, прекрасно поёт и работает в ночном клубе. У неё был любимый, но они расстались. Теперь её бывший любовник становится дилером клуба, в котором работает певица, а она пытается отомстить ему за разрыв отношений.
В певицу также влюбляется один игрок ночного клуба. Их отношения начинаются ненавистью и заканчиваются любовью. В конце концов парочка хочет воссоединиться, но на их пути становятся босс ночного клуба, который оказывается главой мафии, и его помощники-бандиты.

## В ролях
- Рут Коллинз — Келли
- Роберт Лабросс — Майкл
- Луи Элиас — Винче
- Сэл Маджоре — Сэм
- Уэйн Кэмп — Питер
- Билл Мессмэн — Джордж
- Джон Вессел — Стив
- Кристина Фришнерц — Дженни
- Роберта Джермен — женщина в покере
- Лаура Гемсер — продавщица (нет в титрах)

## Съёмочная группа
- Авторы сценария: Марк Карпентер и Хелен Дрэйк
- Режиссёр: Джо д’Амато
- Оператор: Джо д’Амато (как Федерико Слониско)
- Композитор: Пьеро Монтанари
- Монтаж: Кэтлин Страттон
- Менеджер: Дэннис Куррен

## Технические данные
- Италия, 1989 год, киностудия Filmirage S.r.l.
- Видео — цветной, 87-96 мин.
- Аудио — моно
- Оригинальный язык — английский

## Интересные факты
- Режиссёр Джо д’Амато в этом фильме выступает и в качестве оператора под именем Федерико Слониско.

## Названия в разных странах
- Dove vuoi quando vuoi
- Время игр
- Any Time, Any Play